# Rijekas stadsbibliotek
Rijekas stadsbibliotek (kroatiska: Gradska knjižnica Rijeka, förkortat GKR) är ett stadsbibliotek i Rijeka i Kroatien. Det grundades år 1962 men spår sina rötter från äldre institutioner. Bibliotekets huvudavdelning är belägen på Modellopalatsets första plan i centrala Rijeka.

## Historik
Rijekas stadsbibliotek spår sina rötter från "Narodna čitaonica riečka" (Rijekas folkläsrum) som grundades år 1849 i dåvarande österrikiska Fiume (dagens Rijeka) och "Gradska biblioteka Sušak" (Sušaks stadsbibliotek) grundat år 1930 i Sušak. Biblioteket etablerades år 1962 genom sammanslagning av Folkläsesalen och dess filialer (Mlakas folkläsesal och Zamets folkläsesal), Sušaks barnbibliotek, biblioteket "Beli kamin", Sušaks-, Kastavs-, Bakars- och Kraljevicas läsesalar. År 1966 flyttade biblioteket till nya lokaler i Modellopalatset.

## Framtid
Stadsbibliotekets nuvarande lokaler i Modellopalatset har länge ansetts vara otillräckliga och hämmande för bibliotekets fortsatta utveckling. Med anledning av detta har stadens myndigheter vidtagit åtgärder för uppförandet av en ny biblioteksbyggnad. Den nya byggnaden kommer att vara belägen i den forna Rikard Benčić-fabriken, vid Museet för modern och samtida konst i stadsdelen Brajda. Som en del av Rijekas värdskap som europeisk kulturhuvudstad år 2020 är målet att den nya biblioteksbyggnaden ska stå färdig år 2020/2021.

## Avdelningar och filialer
Rijekas stadsbibliotek består flera avdelningar, filialer och enheter som inte är förlagda i samma byggnad. Dessa är:
- Modellopalatsets huvudavdelning (Središnji odjel – Palača Modello)[5] – Bibliotekets huvudavdelning är belägen på Modellopalatsets första plan. I huvudavdelningen finns publicistisk och vetenskapsrelaterad litteratur samt facklitteratur och tidskrifter som omfattar allt från populärvetenskap till professionell forskning.[5] Speciellt gamla och värdefulla utgåvor förvaras i speciella samlingar. I Hembygdssamlingen finns litteratur knuten till Rijekas kulturarv.[5]
- Filodrammaticas huvudavdelning (Središnji odjel – Filodrammatica)[6] – Avdelningen är belägen i den kulturmärkta[7] byggnaden Filodrammatica på gatuadressen "Korzo 28". Den är stadsmuseets skönlitterära avdelning och tillhandahåller verk från både inhemska och internationella författare.[6] I avdelningens innehav finns även litteratur på främmande språk, däribland olika sydslaviska språk, engelska, tyska, italienska och franska.[6]
- Barnavdelningen "Stribor" (Dječji odjel Stribor)[8] – Barnavdelningen är belägen på gatuadressen "Trg 128. brigade Hrvatske vojske 6"[8] intill Rijekas universitetsbibliotek. Dess innehav bestående av bilder, serier, ljudspår, roliga böcker, filmer, musik, tidningar, workshops etcetera är anpassat för och riktar sig till barn.[8]
- Folkläsesalen (Narodna čitaonica)[9] – Sedan etableringen år 1962 utgör Folkläsesalen en filial till Rijekas stadsbibliotek. Folkläsesalens historia går dock tillbaka till år 1849 och den är en av Rijekas äldsta kulturinstitutioner och föregångaren till stadsbiblioteket. Dess lokaler är inrymda i Radio Rijekas byggnad på gatuadressen "Korzo 24".[9] I dess innehav finns bland annat inhemska och internationella tidskrifter.[9]
- Čavles bibliotek (Knjižnica Čavle)[10] – Čavle-biblioteket är beläget på gatuadressen "Čavja 31" i grannkommunen Čavle.[10] I biblioteket finns bland annat ett stort urval av tidskrifter samt  skönlitteratur för barn, ungdomar och vuxna. Sedan år 2007 är kommunbiblioteket en filial till Rijekas stadsbibliotek.[10]
- Drenova-filialen (Ogranak Drenova) – Stadsbibliotekets lokalavdelning i Drenova. Beläget på gatuadressen "Brca 8 b".[11]
- Trsat-filialen (Ogranak Trsat) – Stadsbibliotekets lokalavdelning i Trsat. Beläget på gatuadressen "Trg Viktora Bubnja 1".[12]
- Turnić-filialen (Ogranak Turnić) – Stadsbibliotekets lokalavdelning i Turnić. Beläget på gatuadressen "Franje Čandeka 36 E".[13]
- Zamet-filialen (Ogranak Zamet) – Stadsbibliotekets lokalavdelning i Zamet. Beläget på gatuadressen "Trg riječkih olimpijaca 1".[14] I biblioteksfilialen finns mer än 28 000 böcker och annat material.[15]
- Stadsbokbussen (Gradski bibliobus)[16] – När stadsbokbussen inledde sitt arbete år 1969 var den första i sitt slag i SR Kroatien och Jugoslavien.[16] Efter administrativa reformer år 1996 kör bussen enkom inom det område som faller inom staden Rijekas jurisdiktion. Bokbussen besöker varannan vecka platser utan permanenta filialer inklusive förskolor, företag och olika institutioner.[16]
- Länsbokbussen (Županijski bibliobus)[17] – År 2004 initierade Primorje-Gorski kotars län och Rijekas stadsbibliotek ett projekt som mynnade i etableringen av en länsbokbuss.[17] Länsbokbussen besöker regelbundet perifera områden och orter i länet som saknar permanenta bibliotek eller filialer.